# سديم الحية

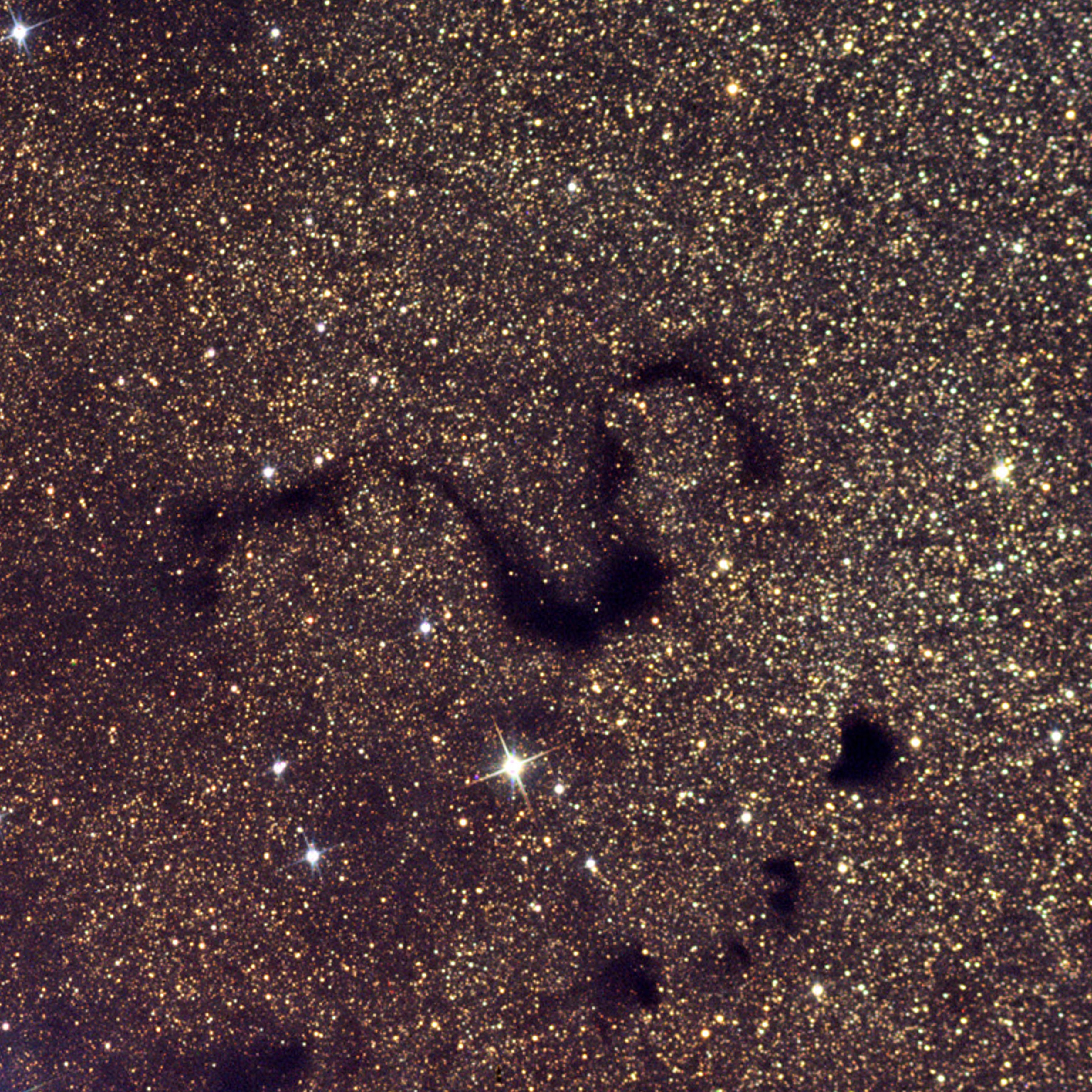

سديم الحية أو برنارد 72 أو ب 72 هو سديم مظلم يقع في كوكبة الحواء، يقدر بعده عن الأرض بمسافة 650 سنة ضوئية، وهو جزء من سديم رأس الحصان المظلم، وتجاوره عدة سدم مظلمة منها: «بيرنارد 68» و«بيرنارد 69» و«بيرنارد 70».